# Боасед
Боасед (фр. Boissède) насеље је и општина у јужној Француској у региону Миди Пирене, у департману Горња Гарона која припада префектури Сен Годан.
По подацима из 2011. године у општини је живело 84 становника, а густина насељености је износила 21,88 становника/km². Општина се простире на површини од 3,84 km². Налази се на средњој надморској висини од 230 метара (максималној 252 m, а минималној 186 m).

## Демографија
| 1962. | 1968. | 1975. | 1982. | 1990. | 1999. | 2011. |
| ----- | ----- | ----- | ----- | ----- | ----- | ----- |
| 81    | 93    | 57    | 65    | 59    | 71    | 84    |

График промене броја становника у току последњих година